# Lycée Jean-Giono (Turin)
Le lycée Jean-Giono de Turin est un établissement scolaire français faisant partie du réseau des lycées français à l'étranger.

## Historique
À l'origine, le lycée français Jean-Giono de Turin ne regroupe que les seules classes de maternelle, mais en 1971 à l'initiative du directeur du Centre culturel, les cours en français peuvent être poursuivis jusqu'à la fin du primaire. En 1974, la création de la classe de sixième ouvre la voie à l'ouverture ultérieure de l'ensemble des classes du collège, puis des classes de lycée.
Il est situé depuis 2009 au 324 Corso Casale. Il est homologué par l'Agence pour l'enseignement français à l'étranger,.

## Enseignement et partenariats
Le lycée se distingue par l'enseignement de multiples langues, l'italien, le français et l'anglais étant accompagnés de l'espagnol ou de l'allemand à partir du collège.
Le lycée français a un partenariat avec le Teatro Regio.